# Neuquenornis
Neuquenornis volans
Genre
Espèce
Neuquenornis est un genre éteint d'oiseaux préhistoriques à dents de la famille des Avisauridae, qui a vécu durant le Crétacé supérieur en Amérique du Sud, au cours du Santonien, soit il y a environ entre 85,7 et 83,6 millions d'années.
Une seule espèce est rattachée au genre : Neuquenornis volans. Sa description officielle a été publiée en 1994 par Luis M. Chiappe et Jorge O. Calvo, même si Luis M. Chiappe l'avait mentionné auparavant,.

## Étymologie
Son nom de genre Neuquenornis combine le nom de la province de Neuquén en Argentine où ses fossiles ont été découverts, et le mot du grec ancien ornis (όρνις), « oiseau ». Le nom spécifique volans est un mot latin signifiant « volant » pour indiquer la présence d'os d'ailes bien développés. Le nom binominal Neuquenornis volans peut se traduire par « oiseau volant du Neuquén ». 

## Découverte
Deux sites de la formation géologique santonienne de Bajo de la Carpa, en Patagonie dans la province de Neuquén, ont livré des restes fossiles de Neuquenornis. L'holotype, référencé MUCPv-142, est un squelette partiel articulé.

## Description
Neuquenornis volans est un oiseau d'assez grande taille. Son tarsométatarse, un os homologue du tarse (cheville) et du métatarse (pied) des mammifères, fréquemment conservé sous forme fossile chez les oiseaux, mesure 4,7 centimètres de long, une valeur identique à celle du genre nord-américain Mirarce (4,8 centimètres), qui a vécu environ 10 Ma (millions d'années) plus tard. La longueur de son corps, hors queue, est parfois estimée à près de 30 centimètres, ou à celle d'un pigeon (Thomas Holtz, 2011).

## Classification
Dès 1994, Chiappe et Calvo ont placé N. volans dans la famille des Avisauridae, à proximité d'Avisaurus.
Certaines analyses phylogénétiques ont ensuite rapproché Neuquenornis de l'énanthornide mongol Gobipteryx.
Pour J. Atterholt et ses collègues en 2018, il est placé également dans la famille des Avisauridae en compagnie de deux autres genres sud-américains : Soroavisaurus (Chiappe, 1993) et Intiornis (Novas, Agnolín & Scanferla, 2010), et de trois genres nord-américains : Avisaurus (Brett-Surman et Paul, 1985), Mirarce Atterholt et al., 2018 et Gettyia Atterholt et al., 2018. 

### Cladogramme
En 2018, l'analyse phylogénétique conduite par J. Atterholt et al. le place en groupe frère d'Intiornis, et proche de Soroavisaurus, comme le montre leur cladogramme ci-dessous ; elle souligne aussi la dichotomie entre les genres sud-américains en haut, et les nord-américains en bas :
|  | Soroavisaurus                                              |
|  |                                                            |
|  | \| \| Neuquenornis \| \| \| \| \| \| Intiornis \| \| \| \| |
|  |                                                            |
|  | Neuquenornis                                               |
|  |                                                            |
|  | Intiornis                                                  |
|  |                                                            |

|  | Neuquenornis |
|  |              |
|  | Intiornis    |
|  |              |

|  | Avisaurus                                           |
|  |                                                     |
|  | \| \| Mirarce \| \| \| \| \| \| Gettyia \| \| \| \| |
|  |                                                     |
|  | Mirarce                                             |
|  |                                                     |
|  | Gettyia                                             |
|  |                                                     |

|  | Mirarce |
|  |         |
|  | Gettyia |
|  |         |

|  | Soroavisaurus                                              |
|  |                                                            |
|  | \| \| Neuquenornis \| \| \| \| \| \| Intiornis \| \| \| \| |
|  |                                                            |
|  | Neuquenornis                                               |
|  |                                                            |
|  | Intiornis                                                  |
|  |                                                            |

|  | Neuquenornis |
|  |              |
|  | Intiornis    |
|  |              |

|  | Avisaurus                                           |
|  |                                                     |
|  | \| \| Mirarce \| \| \| \| \| \| Gettyia \| \| \| \| |
|  |                                                     |
|  | Mirarce                                             |
|  |                                                     |
|  | Gettyia                                             |
|  |                                                     |

|  | Mirarce |
|  |         |
|  | Gettyia |
|  |         |